# Epermenia profugella
Epermenia profugella — вид лускокрилих комах родини зонтичних молей (Epermeniidae).

## Поширення
Вид поширений в Північній, Центральній та Східній Європі.

## Опис
Розмах крил 8-10 мм. Передні крила тьмяно-сірувато-бронзові, з відтінком зернистості, а задні темно-сірі.

## Спосіб життя
Личинки живляться насінням Aegopodium podagraria, Angelica sylvestris, Daucus carota і Pimpinella saxifraga. Личинки харчуються всередині насіння. Вид зимує на стадії лялечки в неміцному коконі на землі.